# Gråfotad baza
Gråfotad baza (Aviceda subcristata) är en fågel i familjen hökar, med vid utbredning från Små Sundaöarna och Sulawesi i Indonesien österut till Salomonöarna och söderut till Australien.

## Utseende och läte
Gråfotad baza är en rätt liten rovfågel med en kroppslängd på 39 cm. Den är grå på huvud och hals med en kort tofs och gula ögon. Den är svartvitbandad på bröst och buk, på undergumpen rostbrun. I flykten syns breda vingar innupna vid kroppen, djupt fingrade händer och kort stjärt. Den är rostfärgad på undre vingtäckarna, fint svartbandad på silvergrå vingpennor och ett brett svart stjärtband. Under häckningstid är den en ljudlig fågel, mestadels med ett upprepat ljust "ee-chu, ee-chu".

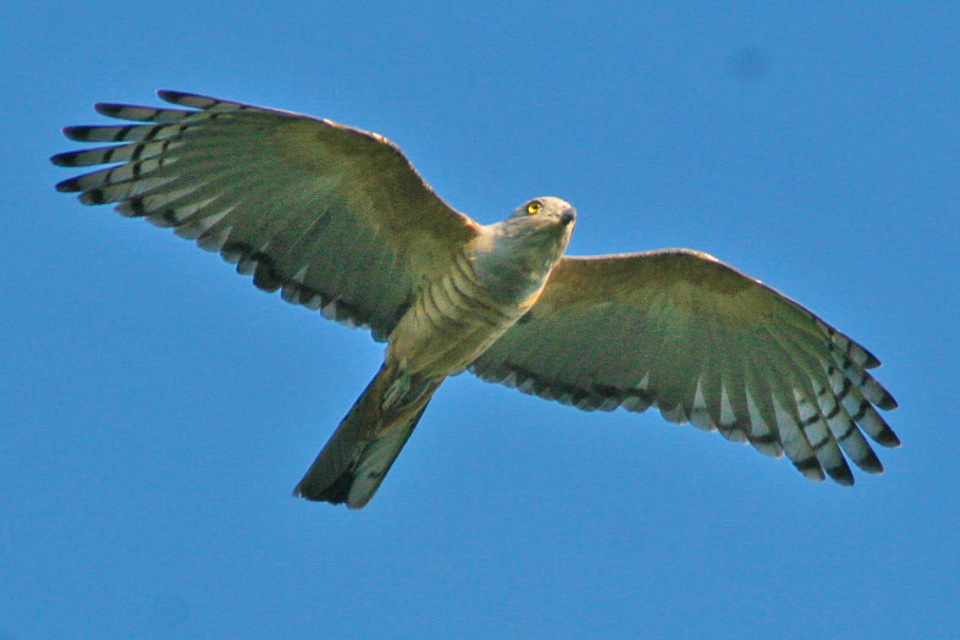
Förmodligen A. s. timorlaoensis. Fotad i Västtimor.
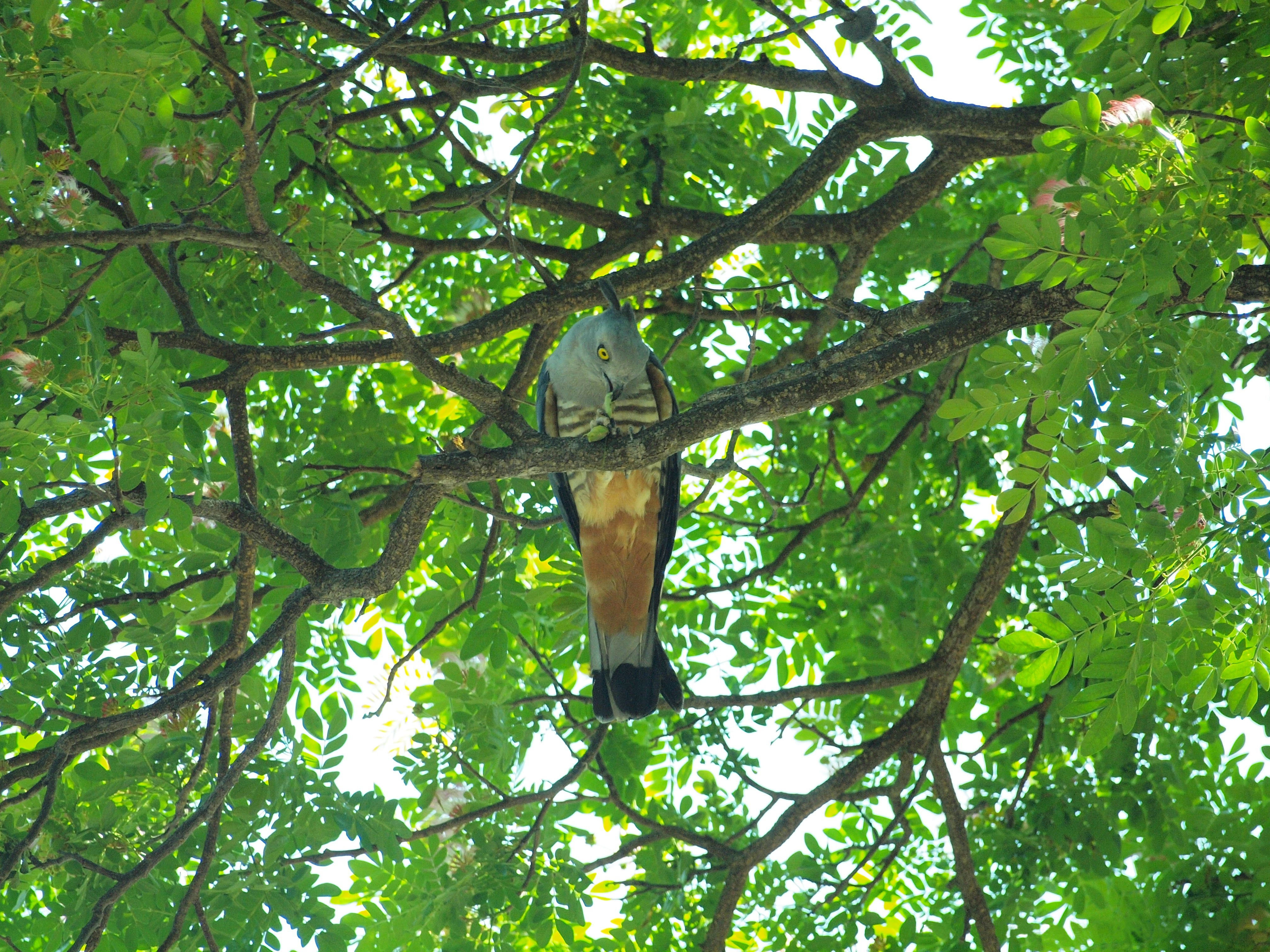
Nominatformen A. s. subcristata.
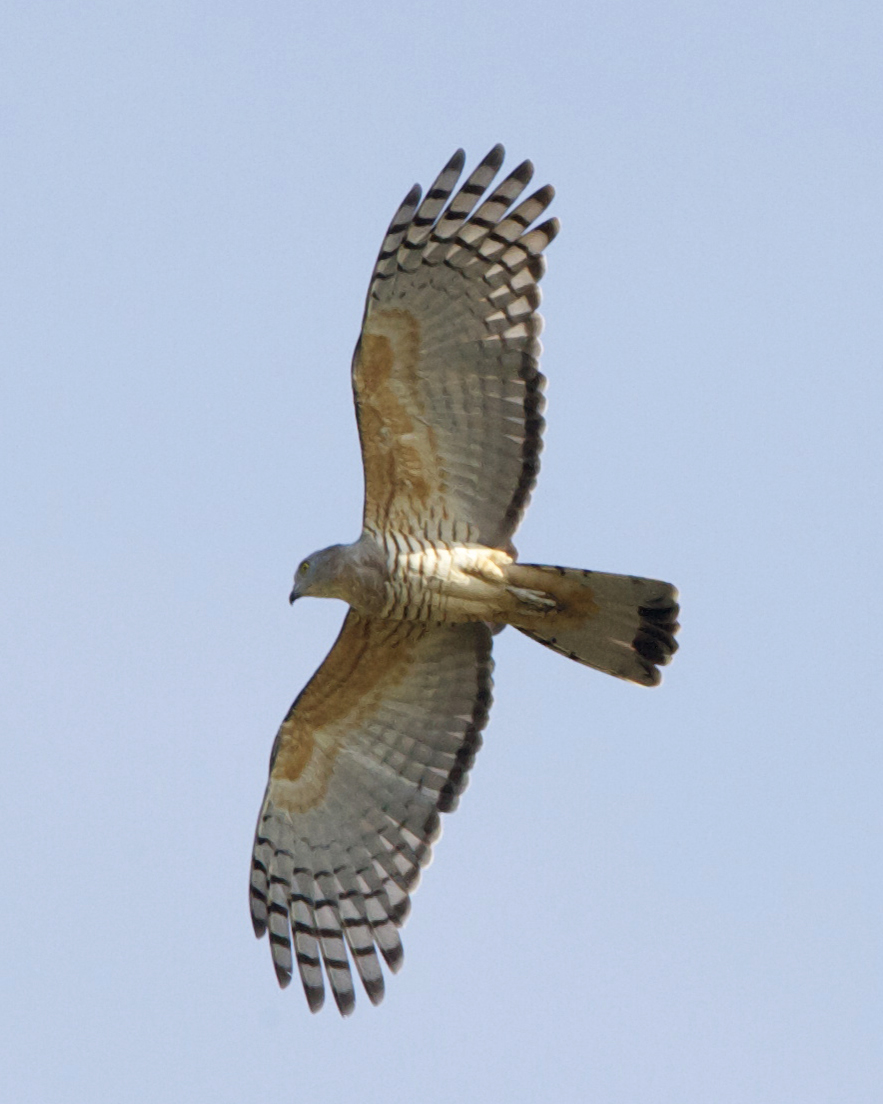
Nominatformen A. s. subcristata.

## Utbredning och systematik
Gråfotad baza delas in i hela 13 underarter med följande utbredning:
- Aviceda subcristata timorlaoensis – Små Sundaöarna och öar utanför Sulawesi
- Aviceda subcristata pallida – Seram Laut (Manawoka och Gorong) och Kaiöarna
- Aviceda subcristata reinwardtii – Boano, Seram, Ambon och Haruku i södra Moluckerna
- Aviceda subcristata stresemanni – Buru i centrala Moluckerna
- Aviceda subcristata rufa – öarna Morotai, Halmahera, Ternate, Tidore, Bacan och Obi i Moluckerna
- Aviceda subcristata waigeuensis – ön Waigeo utanför norra Nya Guinea
- Aviceda subcristata obscura – ön Biak utanför norra Nya Guinea
- Aviceda subcristata stenozoma – Aruöarna och västra Nya Guinea
- Aviceda subcristata megala – östra Nya Guinea
- Aviceda subcristata coultasi – Amiralitetsöarna
- Aviceda subcristata bismarckii – Bismarckarkipelagen
- Aviceda subcristata gurneyi – Salomonöarna
- Aviceda subcristata subcristata – norra och östra Australien

### Släktskap
Släktet Aviceda är närmast släkt med bivråkar i släktet Henicopernis samt de två australiska arterna tvärstjärtsglada och svartbröstad glada. De bildar en grupp tillsammans med bivråkar i Pernis, amerikanska glador i Elanoides, Chondrohierax och Leptodon samt madagaskarörnen.

## Status och hot
Arten har ett stort utbredningsområde, men tros minska i antal, dock inte tillräckligt kraftigt för att den ska betraktas som hotad. Internationella naturvårdsunionen IUCN listar arten som livskraftig (LC).